# Інститут Пастера (Сан-Паулу)
Інститут Пастера (порт. Instituto Pasteur) — дослідницький інститут у місті Сан-Паулу, пов'язаний з Секретаріатом охорони здоров'я штату Сан-Паулу, частина міжнародної мережі Інституту Пастера. Його будівля розташована на проспекті Пауліста 393.
Інститут займається дослідженнями щодо створення вакцини проти сказу, інших інфекційних хвороб. Він був заснований в 1903 році, його першим директором був Ігнасіо Воллас да Гама Кокрен. Другий директор, Антоніу Каріні, змістив акцент на загальні дослідження з бактеріології та патології тварин, консолідувавши для інституту ресурси приватних підпріжмств. Інститут працює в галузі охорони здоров'я та входить до Панамериканської організації охорони здоров'я (OPAS) та муніципальної організації охорони здоров'я (OMS). Інститут є центром координації програм запобігання сказу південноамериканських країн. Тут проходять практику фахівці з інших південноамериканських країн та складаються лабораторні тести на сказ.